# Brookit
Brookit là một khoáng vật đa hình của titan dioxide, TiO2, kết tinh theo hệ thoi. Các đa hình khác gồm akaogiit (đơn nghiêng), anatas (bốn phương) và rutil (bốn phương). Brookit hiếm gặp so với anatas và rutil và, giống các dạng khác, nó thể hiện tính hoạt động quang hóa. Brookit có thể tích ô mạng lớn hơn cả anatas và rutil, với 8 nhóm TiO2 trong một ô mạng, so với 4 của anatas và 2 của rutil. Các tạp chất gồm Fe, tantal Ta và niobi Nb gặp phổ biến.
Nó được đặt tên năm 1825 theo tên của Henry James Brooke (1771–1857), một nhà tinh thể học, khoáng vật học và buôn len người Anh.